# ديزيري إليس
ديزيري إليس (بالإنجليزية: Desiree Ellis)‏ (14 مارس 1963 في جنوب أفريقيا - ) هي لاعبة كرة قدم جنوب أفريقية في مركز الوسط. شاركت مع منتخب جنوب أفريقيا لكرة القدم للسيدات. أما مع النوادي، فقد لعبت مع Spurs W.F.C. ‏ وسانت ألبانز سيتي وWynberg St Johns ‏.
تولت مهام المديرة الفنية لمنتخب جنوب إفريقيا وتوجت بجائزة أفضل مدربة في إفريقيا لعام 2023 بحفل جوائز "الكاف".

## وصلات خارجية
- ديزيري إليس على موقع الاتحاد الدولي (مؤرشف)  (الإنجليزية)
- ديزيري إليس على موقع قاعدة بيانات كرة القدم.إي يو (الإنجليزية)